# Franz-Neumann-Platz (métro de Berlin)
Am Schäfersee
Franz-Neumann-Platz  Am Schäfersee est une station du métro de Berlin à Berlin-Reinickendorf, desservie par la ligne U8. Elle se trouve sous la Residenzstraße et l'accès sud-est débouche sur la Franz-Neumann-Platz. Franz Neumann (de) (1904-1974) était un homme politique du SPD résistant aux nazis pendant la Seconde Guerre mondiale. Entre parenthèses est indiquée la proximité immédiate à l'ouest de la station d'un étang, le Schäfersee. La station a été décorée par Rainer G. Rümmler avec des couleurs naturelles (marron, vert, blanc...).

## Situation

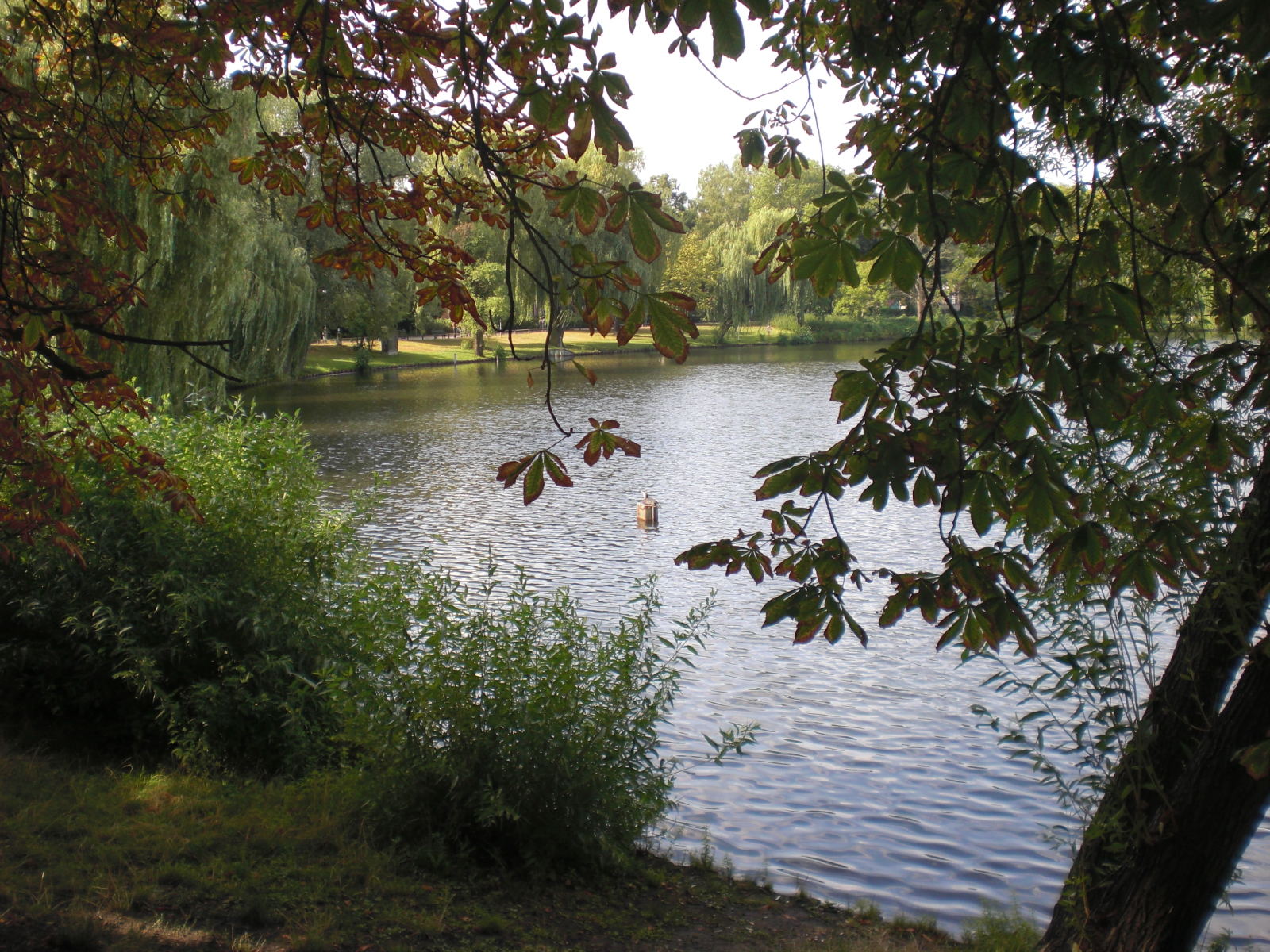
Le Schäfersee à côté de la station souterraine.